# Kulturhaus Wolfen

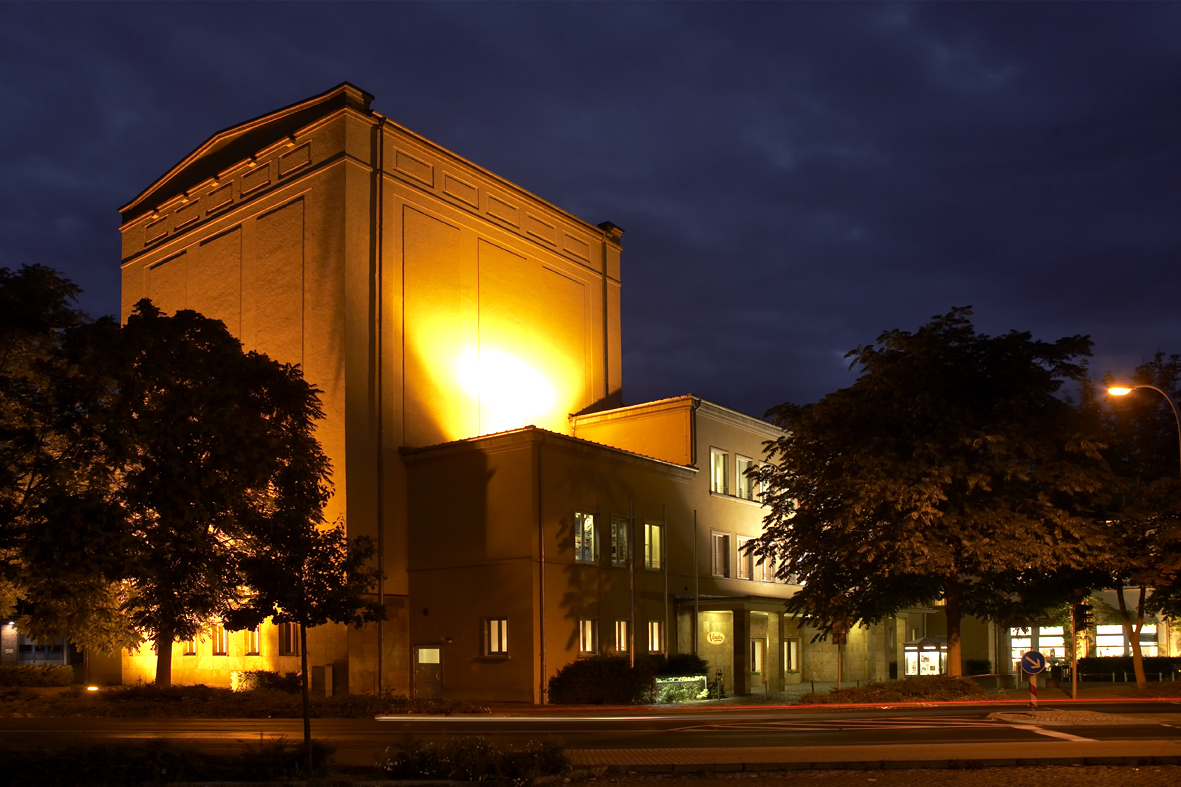
Kulturhaus Wolfen (2007)

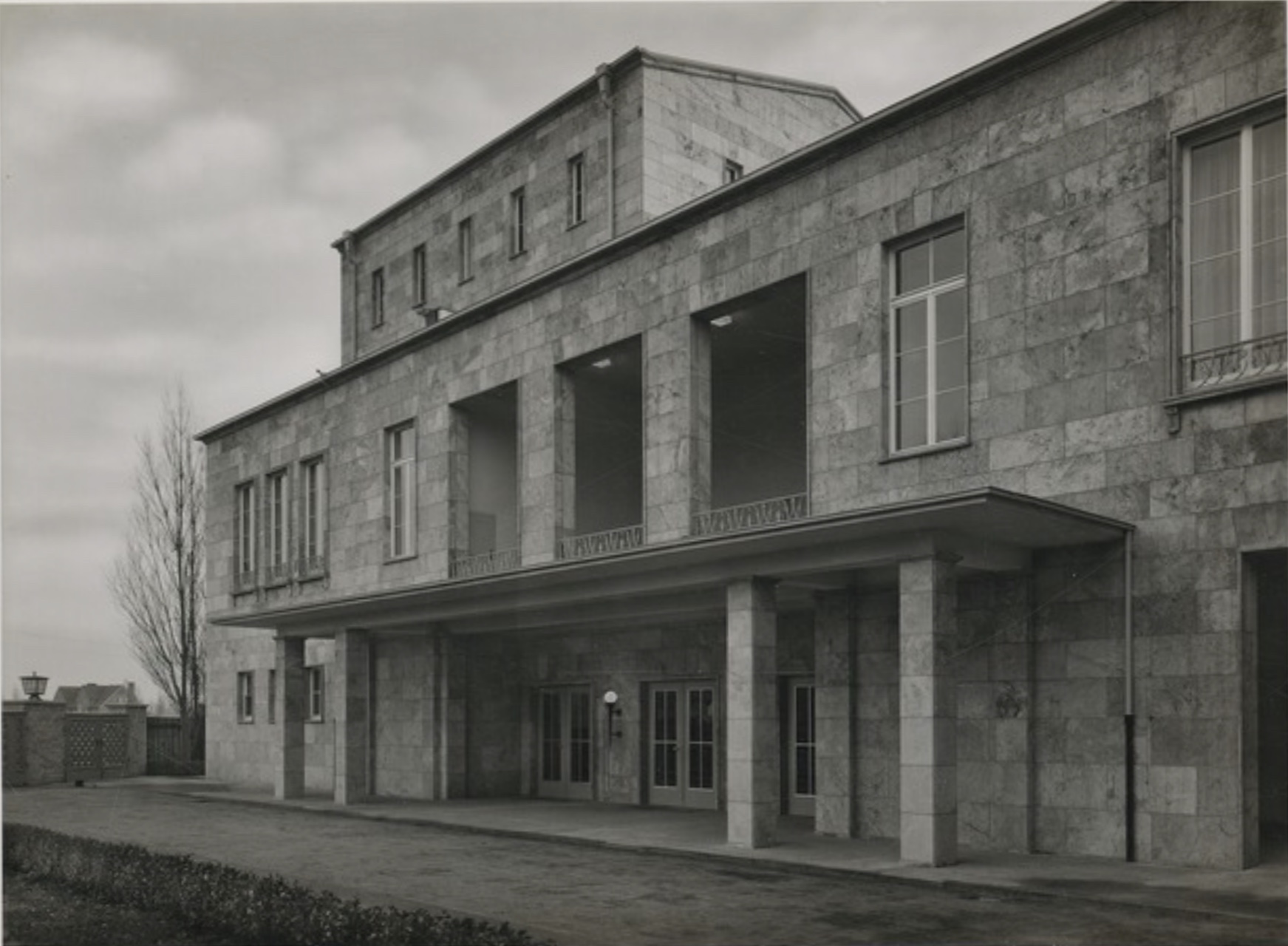
Theater (1927)

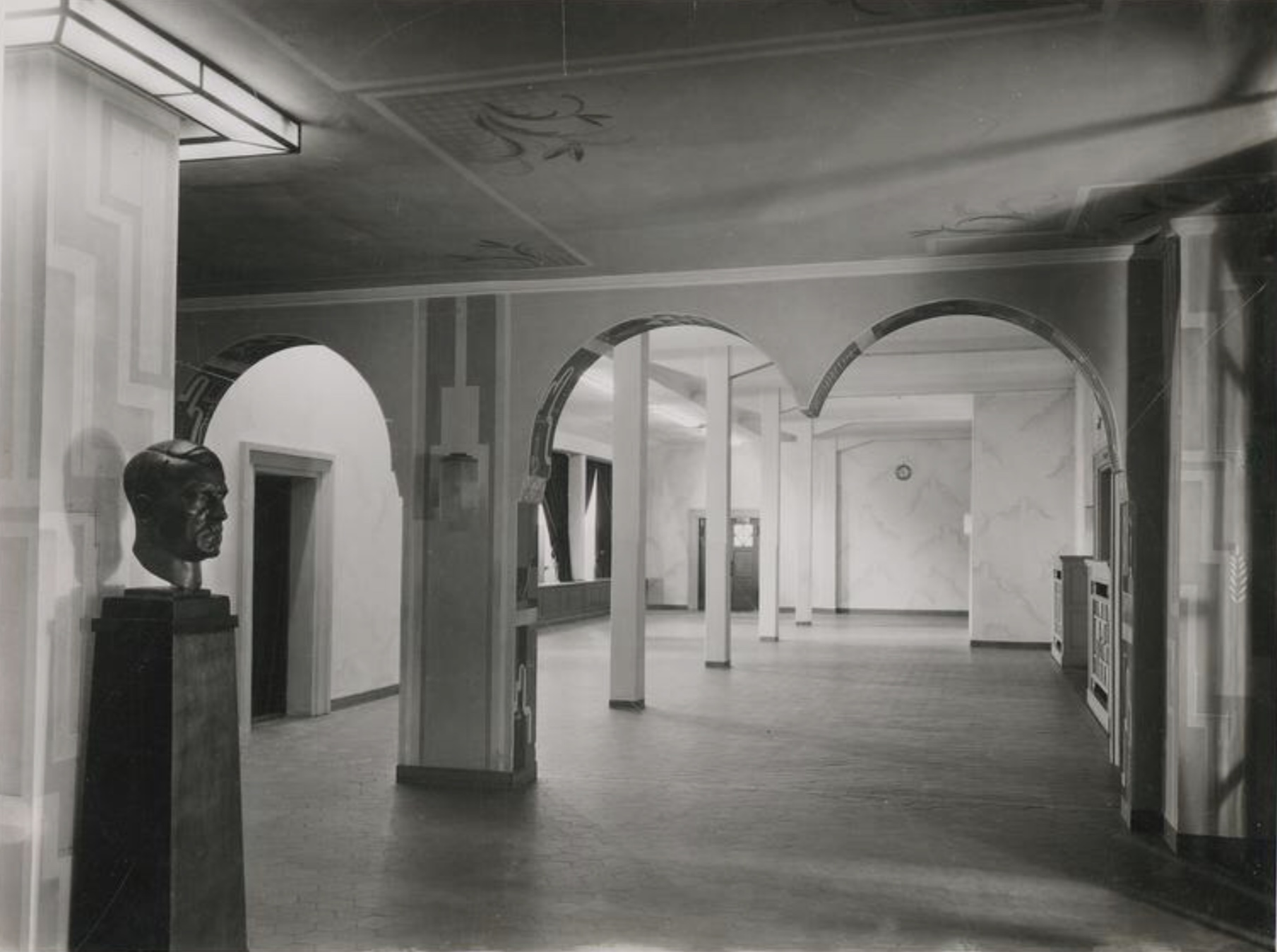
Theaterfoyer (1927)

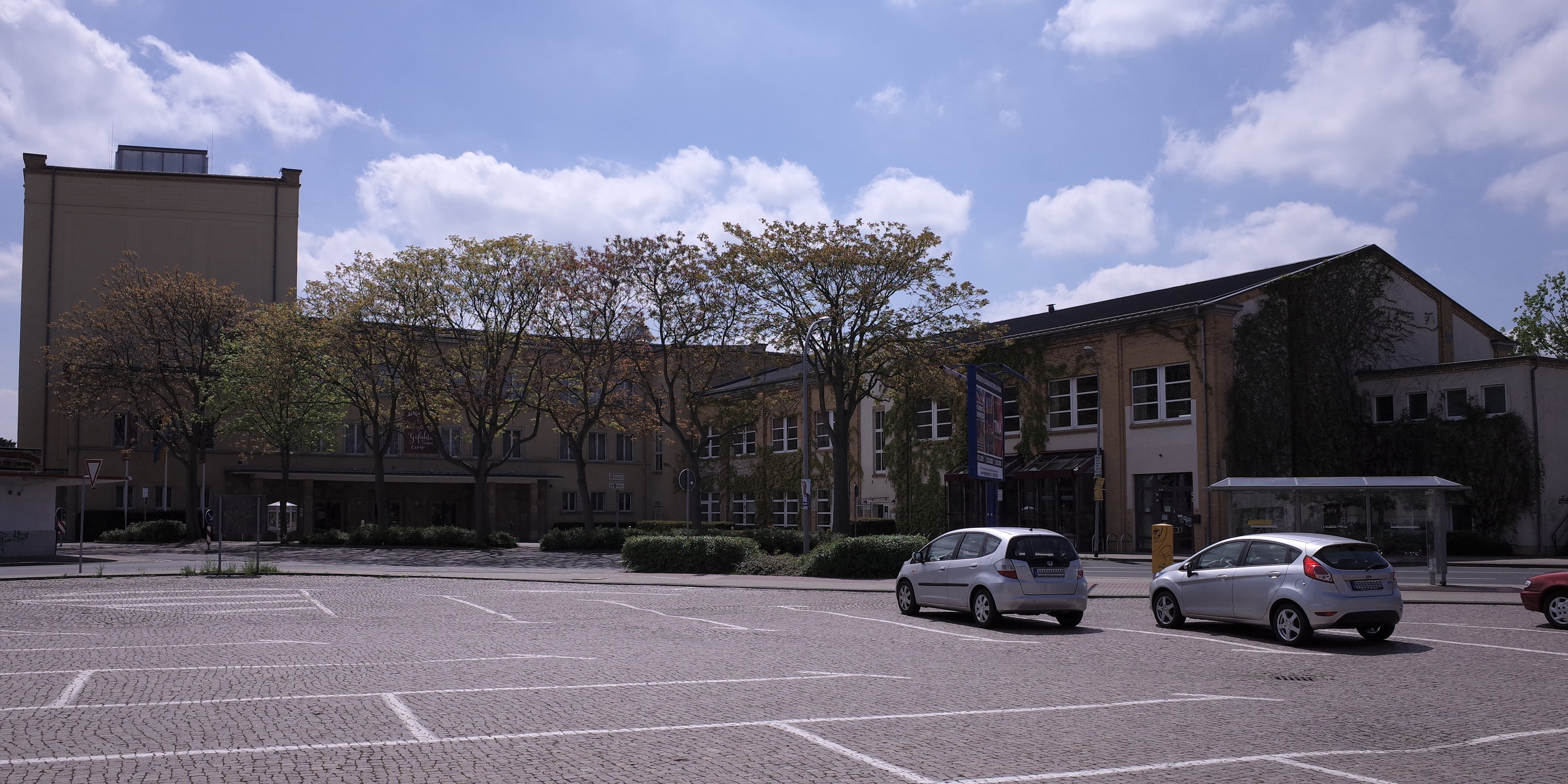
Kulturhaus Wolfen (2019)

Das Kulturhaus Wolfen ist eine Freizeiteinrichtung in der Stadt Bitterfeld-Wolfen im Landkreis Anhalt-Bitterfeld in Sachsen-Anhalt.

## Geschichte

### Vereinshaus und Speisesaal
Mit der Gründung der Farbenfabrik Wolfen an der Grenze zu Greppin und der Filmfabrik Wolfen westlich vom Ortszentrum durch Agfa, wurde diese Firma zum größten Arbeitgeber der Stadt. Im Jahr 1911 wurde ein Vereinshaus in Wolfen erbaut, das von den Agfa-Werken finanzierten Vereinen wie dem Schießklub, dem Turnverein oder dem Gesangsverein diente. Ein Jahr später gründete Fritz Curschmann, Direktor der Sozialabteilung der Agfa-Werke, den „Unterstützungsverein“, der dort ebenfalls unterkam. Dieser wuchs schnell an und seine Unterhaltungsabende, die den Arbeitern Zerstreuung bieten sollten, erfreuten sich wachsender Beliebtheit, so dass es bald Platzprobleme gab und man nach neuen Auftrittsmöglichkeiten suchte. Das in den Jahren 1913 und 1914 errichtete Gebäude Nr. 173 für die weiblichen Beschäftigten der neuen Filmaufarbeitung II bot mit seinem Mädchenspeisesaal schon während des Ersten Weltkriegs eine solche Ausweichmöglichkeit. Dies ging einher mit der Professionalisierung der Aufführungen, indem man seit 1917 neben Laien auch auf Schauspieler des Dessauer Theaters zurückgriff.
Aufgrund der Unruhen (Novemberrevolution, Kapp-Putsch, Märzkämpfe in Mitteldeutschland) setzten die Agfa-Werke die Unterstützung von 1918 bis 1921 aus, doch erneut war es Curschmann, der zum Januar 1922 die Unterhaltungsabende wieder einführte – diesmal mit Künstlern vom Leipziger Operetten-Theater. Zudem wurde ein Vertrag mit dem Dessauer Theater geschlossen, durch den auch dort regelmäßig Veranstaltungen stattfanden. Dies steigerte wiederum die Ansprüche und Besucherzahlen in Wolfen und man suchte eine neue Spielstätte, zumal das Dessauer Theater 1922 abbrannte und selbst eine Ausweichspielstätte benötigte. Nachdem die beiden Agfa-Werke im Dezember 1925 zur I.G. Farben übergingen, wurde beschlossen die Filmaufarbeitung III (Gebäude Nr. 062) aufzugeben und sie stattdessen zu einem Theater umzubauen. Als wesentliche Förderin erwies sich dabei neben Curschmann die Frau des Direktors Erlenbach, die selbst Stücke schrieb und aufführen ließ.

### Erstes Theater
Der Umbau im Sommer 1927 musste sich weitgehend an die Dimensionen des Gebäudes halten, so dass er vor allem ein Innenausbau war. Neben einem neuen Treppenhaus, Künstlergarderoben und dem Foyer schuf der Leiter der Bauabteilung, Diplom-Ingenieur Röck, den Saal der Unterhaltungsabende, der 798 Sitzplätze auf 38 Reihen verteilte. Die Eröffnung fand am 17. Dezember 1927 statt, wobei das Dessauer Theater erneut unterstützend mitwirkte. Der erste Unterhaltungsabend wurde – nach einem erneuten Umbau – am 20. Oktober 1928 mit einem Violinenkonzert von Georg Kulenkampff veranstaltet. Später traten hier unter anderem Artur Rother, Hermann Abendrot oder auch der Thomanerchor auf. Mit der Machtergreifung der Nationalsozialisten wurde das Gebäude durch die Deutsche Arbeitsfront dominiert, und zum Beispiel durch Hans Hinkel ein „Deutscher Gemeinschaftsabend“ eingeführt. Da man in den nun weltweit agierenden Agfa-Werken auch entsprechende Repräsentanten sehen wollte, wurden UFA-Stars wie Otto Gebühr, Paul Hörbiger oder Heinrich George eingeladen. Auch Olga Tschechowa, Magda Schneider und Tiana Lemnitz traten hier auf. Mit dem Ausbruch des Zweiten Weltkriegs wurden die Auftritte bekannter Persönlichkeiten seltener und Kriegspropaganda hielt Einzug – etwa mit dem 1. Gemeinschaftsabend der Jugend, der für die Kriegsteilnahme Jugendlicher warb. Während der Eroberung von Wolfen durch amerikanische Truppen wurde der obere Teil des Theaters durch einen Luftangriff Mitte April 1945 zerstört.

### Zweites Theater
Die ersten Veranstaltungen der Nachkriegszeit fanden im Kasino der Filmfabrik sowie in einem Saal der Farbenfabrik statt, da die Brandruine des Theaters nicht nutzbar war. Neben einem Auftritt von Heinz Rühmann wurden durch die Wirkungsgruppe des Kulturbundes zur Demokratischen Erneuerung Deutschlands Lichtbild- und Farbfilmvorträge organisiert. Ab dem Jahr 1948 konnte man auch die neu hergerichtete Aula der Heinrich-Heine-Schule nutzen, die als zukünftiger Theatersaal vorgesehen war. Die Volksbühne sicherte regelmäßige Theaterbesuche ab. Mit der Gründung der DDR wurden die Fabriken VEB und die Kulturarbeit strebte nun doch ein eigenes Theatergebäude an, so dass man den Wiederaufbau begann.
Am 4. November 1950 wurde das restaurierte Gebäude Nr. 062 als Theater der Werktätigen eröffnet. Der Saal war um ein Ranggeschoss ergänzt und dafür verkürzt worden, um die Akustik zu verbessern, so dass nun 900 Besucher Platz fanden. Das Theater übernahm aber zunehmend auch die Funktion eines Kulturhauses, setzte sich das Ziel der „Förderung des geistig-kulturellen Lebens“ und bot Räumlichkeiten für 20 verschiedene Volkskunstgruppen, Zirkel und Arbeitsgemeinschaften. Amateur- und Berufskunst fanden dadurch gleichermaßen ein Domizil. Gastspiele der Theaterensembles des Bezirks Halle (Dessau, Bernburg, Wittenberg, Köthen) wechselten sich mit Konzerten, etwa der Dresdner Philharmonie oder des Moskauer Philharmonischen Orchesters, Filmvorführungen und Kulturwettbewerben ab.

### Klubhaus
Am 30. April 1954 wurde das Haus an die Gewerkschaft der Filmfabrik übergeben. Diese nannte es in Klubhaus der Gewerkschaften um. Neben dem regelmäßigen Händelkonzert kam es zu weiteren Gastauftritten, etwa eines Gesangs- und Tanzensembles aus China. Der Theateraspekt rückte allmählich in den Hintergrund und das Haus diente etwa auch der Messe der Meister von Morgen, Fotoausstellungen, Jugendweihen oder Modenschauen des Nähzirkels als Veranstaltungsort. Auch für Hochzeiten konnte das Gebäude genutzt werden. Gastauftritte gab es von populären Schlagersängern wie Bärbel Wachholz, Jenny Petra oder Helga Brauer. Unter den Laiengruppen trat der Jugendchor, das Arbeitertheater, der Malzirkel von Walter Dötsch (heute Malverein „Neue Schenke“ Wolfen e. V.) sowie der Konzertchor der Chemiearbeiter hervor.
In den 1960er Jahren gastierten unter anderem Heinz Quermann, Eberhard Cohrs und Marcel Marceau, das Ballett der Staatsoper Bukarest sowie Schlagersängerinnen wie Susi Schuster. Von 1962 bis 1972 gab es im Haus eine Milchbar, deren Räumlichkeiten danach der Filmjugendclub nutzte. Vor dem Gebäude wurde 1969 die Plastik Singende Kinder von Gerhard Markwald aufgestellt. Parallel zum Bevölkerungswachstum wuchs auch die Zahl der Gruppen und Zirkel auf 25 an. In diesen waren über 600 Amateurkünstler aktiv. Am 30. Januar 1970 wurde der heutige Kleine Saal als Foyertheater für kleinere Veranstaltungen wie Kabarettveranstaltungen eröffnet. In den 1970er Jahren kamen unter anderem Nina Hagen, die Bands Puhdys, Karat und Silly oder auch Herbert Roth zu Auftritten in das Klubhaus, zudem das Kabarett-Theater Distel, Eva-Maria Hagen oder Heinz Rennhack. Neben Film- wurden auch Diskothekenabende etabliert. Im Jahr 1979 wurde erstmals der ORWO-Preis der „Wolfener Amateurfilm-Messe“ veranstaltet. Am 4. Oktober 1988 erfolgte die Umbenennung in Klubhaus «Sella Hasse».

### Kulturhaus
Im Mai 1991 übernahm die Stadt das Gebäude und sicherte so den Weiterbetrieb. Fortan wurde es Städtisches Kulturhaus Wolfen genannt. Die Zirkel und Gruppen wurden in Vereine umgewandelt und durften das Gebäude kostenfrei nutzen. Es gab weiterhin Auftritte, etwa von Frank Zander, Stefanie Hertel oder Drafi Deutscher. Räumlichkeiten wurden für Konferenzen vermietet, das Vereins- und Familienfest etablierte sich hier als Stadtfest, und es kam zu Umbauten am Gebäude. So wurde ein Teil der Garderobe im Foyer in einen Veranstaltungsraum verändert. Das ohnehin schon breite Programm wurde noch weiter aufgefächert, umfasste nun auch Faschingspartys, Stammtischrunden und die Wahl der „Miss Stadt Wolfen“. Ein Restaurant eröffnete, und im Jahr 1993 zog die Stadtbibliothek ein. Neue Veranstaltungsreihen wie das Sonntagsmärchen, der Wolfener Literaturpreis oder der Wolfener Advent wurden gegründet, die Zahl der Auftritte nahm zu und reichte von Karl Dall über die Wildecker Herzbuben bis hin zu Erich von Däniken, von Friedrich Schorlemmer über Wolfgang Petry bis zu Ephraim Kishon. Filmvorführungen und Fotoausstellungen gab es auch weiterhin. Zahlreiche weitere Veranstaltungsreihen, darunter die Seniorentage, der Wolfener Kultursommer und das Wolfener Sinfoniekonzert, kamen hinzu. Im Jahr 2003 wurde ein Gedenkstein mit der Inschrift „Gegen jede Gewalt“ neben dem Kulturhaus eingeweiht.
Das Städtische Kulturhaus Bitterfeld-Wolfen, wie es mittlerweile heißt, versteht sich zugleich als „Haus der Veranstalter“, als „Haus der Unternehmen“ und als „Haus der Vereine“. Heute ist es einer der bedeutendsten Veranstaltungsorte der Stadt Bitterfeld-Wolfen, wohingegen der einst bedeutsame Kulturpalast Bitterfeld zeitweise vom Abriss bedroht war. Die etwa 100 öffentlichen Veranstaltungen im Kulturhaus Wolfen besuchen zirka 20.000 Menschen.

## Baubeschreibung
Aufgrund seiner Baugeschichte entstand eine zusammengesetzt wirkende Anlage, die von dem quadratischen Bau im Osten dominiert wird, der aus dem Gebäudekomplex herausragt und den Bühnenturm darstellt. Flankiert wird er im Norden und Süden von unterschiedlich hohen Anbauten, die sich gen Westen zu einem Gebäude vereinigen. An dessen Westende schließt im rechten Winkel ein weiterer Gebäudetrakt nach Norden an. Trotz seiner schlichten, aber wuchtigen Gestalt gilt das Bauwerk als bedeutendes Denkmal der Industriegeschichte, da es ein gewachsene Bildungseinrichtung einer Firma repräsentiert. Der Bau ist heute teilweise verputzt, wovon aber unter anderem der Eingangsbereich im Norden ausgespart wurde. Fast alle Bauelemente sind der Moderne zuzuordnen, der Anbau im Nordosten weist aber zwei große rundbogige Fenster auf. Die meisten Gebäudeteile sind flachgedeckt, auf dem nördlichen Flügelbau befindet sich hingegen ein Satteldach.
Auf den Gebäudekomplex verteilen sich heute vier Säle: Der größte ist mittlerweile die Wandelhalle mit 468 Quadratmetern, aber nur 200 Sitzplätzen. Der Theatersaal mit 716 Sitzen und einer Fläche von 448 Quadratmetern ist das eigentliche Kernstück. Auch der Große Saal bietet mit 250 Plätzen mehr Besuchern Platz als die Wandelhalle, ist aber nur 336 Quadratmeter groß. Der Kleine Saal beherbergt 105 Sitzplätze auf 80 Quadratmetern. Das Gebäude steht als Baudenkmal unter Denkmalschutz und ist im Denkmalverzeichnis – als Komplex der Gebäude 0062 und 0063 – mit der Nummer 094 90105 erfasst.